# Odontoschisma stoloniferum
Odontoschisma stoloniferum là một loài rêu tản trong họ Cephaloziaceae. Loài này được (Lindenb. & Gottsche) Trevis. miêu tả khoa học lần đầu tiên năm 1877.